# Roman Pusiak
Roman Pusiak (ur. 5 października 1934 w Czerwonogrodzie, zm. 31 grudnia 2021) – generał brygady Wojska Polskiego.

## Życiorys
Syn Walentego i Marii z Kosteckich. Jego ojciec był policjantem, uczestnikiem powstania wielkopolskiego. Został zamordowany przez NKWD w 1940.
W kwietniu 1940 deportowany wraz z matką i trojgiem rodzeństwa na Syberię. Do Polski powrócił w maju 1946 i osiadł wraz z rodziną w Trzciance. Po ukończeniu liceum ogólnokształcącego, w 1953 wstąpił do WP. We wrześniu 1956 ukończył Oficerską Szkołę Artylerii nr 2 w Olsztynie i został promowany na stopień podporucznika w korpusie oficerów artylerii. Został dowódcą plutonu dowodzenia baterii, a następnie dowódcą plutonu dowodzenia dywizjonu w 24. Brygadzie Moździerzy Ciężkich w Orzyszu. W 1959 w drodze wyróżnienia został skierowany do dywizyjnej szkoły podoficerskiej, gdzie prowadził szkolenie topograficzne i zwiadowcze plutonów dowodzenia. W latach 1960–1965 studiował na Wydziale Inżynierii i Geodezji Wojskowej w Wojskowej Akademii Technicznej, gdzie uzyskał dyplom magistra inżyniera budownictwa lądowego. Następnie został kolejno starszym inspektorem sekcji organizacji i wykonawstawa robót i dowódcą kompanii inżynieryjno-budowlanej w 36. Batalionie Inżynieryjno-Budowlanej w Szczecinie w stopniu kapitana. W listopadzie 1968 został kierownikiem sekcji przygotowania i organizacji robót, od 1969 do 1976 był zastępca dowódcy, a od kwietnia 1976 do września 1978 był dowódcą 36. Pułku Inżynieryjno-Budowlanego. W 1972 uzyskał uprawnienia budowlane w specjalności konstrukcyjno-inżynieryjnej do kierowania robotami budowlanymi na budowie obiektów budowlanych. Absolwent studium podyplomowego w Instytucie Planowania Przestrzennego Politechniki Warszawskiej (z wynikiem bardzo dobrym) i wyższego kursu akademickiego w zakresie fortyfikacji i budownictwa w Wojskowej Akademii Inżynieryjnej w Moskwie w 1975.
W latach 1978–1987 szef Służby Zakwaterowania i Budownictwa i zastępca kwatermistrza Pomorskiego Okręgu Wojskowego w Bydgoszczy w stopniu pułkownika. Od lutego 1987 do grudnia 1988 zastępca szefa, a w latach 1988–1993 szef Służby Zakwaterowania i Budownictwa Głównego Kwatermistrzostwa WP i zastępca Głównego Kwatermistrza WP. 3 października 1989 postanowieniem Prezydenta PRL został awansowany do stopnia generała brygady. Nominację wręczył mu w Belwederze 9 października 1989 Prezydent PRL gen. armii Wojciech Jaruzelski w obecności premiera Tadeusza Mazowieckiego oraz marszałków Sejmu i Senatu. W okresie gdy kierował Służbą Zakwaterowania i Budownictwa Wojskowego zrealizowano szereg inwestycji takich jak Centrum Szkoleniowe MON i Centralna Biblioteka Wojskowa. W 1993 przez kilka miesięcy był dyrektorem Grupy Organizacyjnej Infrastruktury Wojskowej w pionie Wiceministra Obrony Narodowej ds. Uzbrojenia i Infrastruktury Wojskowej. Od lipca 1993 przebywał w dyspozycji ministra obrony narodowej. W styczniu 1995 pożegnany przez p.o. ministra obrony narodowej Jerzego Milewskiego i szefa Sztabu Generalnego WP gen. broni Tadeusza Wileckiego, po czym przeniesiony w stan spoczynku z dniem 28 kwietnia 1995.
Wieloletni członek Klubu Generałów WP, a następnie Klubu Generałów i Admirałów RP, w którym w latach 2010-2019 pełnił funkcję przewodniczącego Komisji Rewizyjnej.
Msza święta pogrzebowa w intencji gen. bryg. w stanie spoczynku Romana Pusiaka miała miejsce 10 stycznia 2022 w katedrze polowej Wojska Polskiego w Warszawie. Warty honorowe przy grobie zmarłego zaciągnęli generałowie w stanie spoczynku Zdzisław Graczyk, Stanisław Świtalski, Stanisław Ferenz i Roman Kloc, który wygłosił przemówienie w imieniu Klubu Generałów i Admirałów WP. Pogrzeb gen. Pusiaka odbył się 12 stycznia 2022 na cmentarzu Centralnym w Szczecinie.

## Awanse
- podporucznik - 1956
- porucznik - 1959
- kapitan - 1965
- major - 1971
- podpułkownik - 1974
- pułkownik - 1978
- generał brygady - 1989

## Odznaczenia
- Krzyż Oficerski Orderu Odrodzenia Polski (1987)
- Krzyż Kawalerski Orderu Odrodzenia Polski (1980)
- Złoty Krzyż Zasługi (1973)
- Srebrny Krzyż Zasługi (1968)
- Złoty Medal „Siły Zbrojne w Służbie Ojczyzny” (1976)
- Srebrny Medal Siły Zbrojne w Służbie Ojczyzny
- Brązowy Medal Siły Zbrojne w Służbie Ojczyzny
- Złoty Medal Za zasługi dla obronności kraju (1979)
- Srebrny Medal Za zasługi dla obronności kraju
- Brązowy Medal Za zasługi dla obronności kraju
- inne odznaczenia

## Życie prywatne
Mieszkał w Warszawie. Żonaty z Teresą z domu Kucharską, dwoje dzieci.